# Acanthobrama
Acanthobrama é um gênero de peixes com nadadeiras raiadas da família Cyprinidae encontrado principalmente no Oriente Próximo.

## Espécies
- Acanthobrama centisquama Heckel, 1843
- Acanthobrama hadiyahensis Coad, Alkahem & Behnke, 1983
- †Acanthobrama hulensis Goren, Fishelson & Trewavas, 1973
- Acanthobrama lissneri Tortonese, 1952
- Acanthobrama marmid Heckel, 1843
- Acanthobrama microlepis (De Filippi, 1863)
- Acanthobrama orontis (Berg, 1949) [1][2]
- Acanthobrama persidis (Coad, 1981)[1][2][3]
- Acanthobrama telavivensis Goren, Fishelson & Trewavas, 1973
- Acanthobrama terraesanctae Steinitz, 1952 (Kinneret bleak)
- Acanthobrama thisbeae Freyhof & Özulug, 2014 [1]
- Acanthobrama tricolor, Lortet, 1883
- Acanthobrama urmianus, (Günther, 1899)